# 高橋一俊
高橋 一俊（たかはし かずとし、1943年5月15日 - 1991年11月11日）は、日本の殺陣師。愛称は「カシラ」、「いっしゅんさん」。別名：澤村 竜王（）。
テレビ番組『仮面ライダー』で仮面ライダーがとる変身ポーズの考案者である。

## 来歴
1943年（昭和18年）、東京浅草生まれ。南千住で育ち、台東区斉美小学校から台東中学校に進学。
1960年（昭和35年）、17歳。高校在学中に児童劇団ひまわりに入団。同じく「劇団ひまわり」出身で、殺陣指導に来ていた大野幸太郎の哲学や姿勢に感銘を受ける。また、ひまわり時代は「ひまわり剣友会」を主催し、殺陣の修練に励んだ。
1964年（昭和39年）、大野が創設した大野剣友会に創設とほぼ同時に入会。中村文弥よりは少し遅れての入団であり、岡田勝や中屋敷鉄也とは同期であるが、もともとは演出家志望だった。
1969年（昭和44年）、26歳。『柔道一直線』（TBS）で大野剣友会が擬斗（スタントアクション）を担当するようになり、高橋が異例の抜擢で殺陣を担当。当時の高橋はこの若さで殺陣師を務めるものなど前代未聞であり、内外でも多大の心配を受けたというが、本人は「精一杯やった」と述懐している。漫画原作由来の「地獄車」や「空中二段投げ」などの現実離れした奇想天外な柔道技を、高橋は独創でアクション化してみせ、番組は大ヒットとなる。また、これらの身体を張った体技は、そのまま『仮面ライダー』（毎日放送）でも活用されている。この『柔道一直線』で東映プロデューサーの平山亨と知り合ったことから、のちに『仮面ライダー』で殺陣を任されることになったと高橋は語っている。
1971年（昭和46年）、28歳。『仮面ライダー』で擬斗を担当し、その企画意図である「改造人間同士の怪奇アクション」を斬新な立ち回りで表現してみせる。当初、仮面ライダー1号は「単車に乗るなどしながら風を受け、変身する」というキャラクターだったが、主演の藤岡弘が負傷して一時降板する。ところが、仮面ライダー2号・一文字隼人役に急遽登板となった佐々木剛が、当時は自動二輪免許を持っていなかったため、「単車に乗っての変身に代わる何か分かりやすい“変身過程”を見せよう」ということになった。そこで高橋は、師匠の大野と組んで歌舞伎の「見得」を採り入れた「変身ポーズ」を考案した。この苦肉の策で怪我の功名とも言える変身ポーズは、その独創的な動きから子供たちに大いに受け容れられ、当時「子供たちの間で真似しないものはいない」と評されるほどの社会現象にまで達し、番組は大ヒットとなった。
同年、学園ファンタジー番組だった『好き! すき!! 魔女先生』（朝日放送）が「変身ブーム」を受けて変身番組に転向したため、日本初の実写変身ヒロインアクションの殺陣を担当する。
1972年（昭和47年）、29歳。高橋が『仮面ライダー』で考案した「変身ポーズ」やトランポリンを多用したアクションは子供番組を席巻し、同じ東映のみならず他社が競って特撮番組に取り入れ、日本国中を一大「変身ブーム」で包んだ。
同年、「時代劇版仮面ライダー」として毎日放送が制作した『変身忍者 嵐』で殺陣を担当し、得意のチャンバラに腕をふるう。
1973年（昭和48年）、『仮面ライダーV3』（毎日放送）、『イナズマン』（NET）で殺陣を担当。『イナズマン』では当時ブームだった「超能力」のアクション化に取り組む。
1974年（昭和49年）、『イナズマンF』（NET）、『仮面ライダーX』、『仮面ライダーアマゾン』（毎日放送）を担当。
仮面ライダーシリーズの制作スタジオ「東映生田スタジオ」所長の内田有作は、『X』の視聴率の低迷の原因として「アクションのマンネリ化がある」を挙げ、「怪人」をあえて「怪獣」に近いアクションに不向きなスタイルに変更し、高橋に新しい仮面ライダーのアクションを要求する。それを受けての『アマゾン』では、高橋もシリーズ原点に返ったような野獣的怪奇アクションに取り組み、これに応えている。
1975年（昭和50年）、32歳。『仮面ライダーストロンガー』（毎日放送）、『秘密戦隊ゴレンジャー』（NET）で殺陣を担当。『ゴレンジャー』では、ヒーロー5人の集団アクションを担当するに当たり、歌舞伎の『白浪五人男』の見得を元に、「5人揃ってゴレンジャー」のフレーズを生み、『仮面ライダー』に代わる大ヒット作とする。
1976年（昭和51年）、33歳。大野と意見の違いから同会を破門され、独立。剣友会時代のメンバーも参加し、アクションチーム「ビッグアクション」を設立。
同年、ビッグアクションで『忍者キャプター』（東京12チャンネル）の殺陣を担当。また、宝塚劇場で嵐寛寿郎のもとで『鞍馬天狗』の殺陣を担当。
1977年（昭和52年）、34歳。『快傑ズバット』（東京12チャンネル）の殺陣を担当。
1978年（昭和53年）、35歳。テレビアニメ『闘将ダイモス』（テレビ朝日）のアクション振り付けを担当し、自ら演じた。
1979年（昭和54年）、36歳。『バトルフィーバーJ』（テレビ朝日）の序盤の殺陣を担当。スーパー戦隊シリーズの仕切り直しともいえるこの新番組のため、『ゴレンジャー』で「アカレンジャー」を演じるもその数作後には引退していた新堀和男を説得し、主役ヒーロー「バトルジャパン」役に起用した。その結果、新堀はビッグアクション撤退後もバトルジャパン役を続け、同作終了後も引き続きスーパー戦隊シリーズでの主役の「レッド」役をのち10余年に渡って務め、同シリーズを支えることとなった。
1980年（昭和55年）年代に入り、「澤村竜王」と改名して殺陣集団「澤村剣友会」を設立。舞台公演での殺陣を中心に活躍する。
1991年（平成3年）、胃癌のため、入院先の渋谷区日赤病院で逝去。48歳。殺陣を担当していた新宿コマ劇場の「島倉千代子特別公演」開催中でのことだった。

## 人物・エピソード
大野剣友会では大野の片腕として頭角を現して殺陣師を務め、同会の担当するアトラクションや舞台での立ち回りを指導したほか、同会の事務一般のまとめ役も任じていた。殺陣師としては俳優の動きだけではなく、カットのつながりを把握してカメラワークの指示なども行っており、東映作品での「アクション監督」の地位確立は高橋の活躍によるところが大きいとされる。
「変身ブーム」の仕掛け人の1人として、仮面ライダーシリーズや変身ブームのなか、東映作品や石森章太郎の原作による一連の変身ヒーロー番組の殺陣師として、大車輪の活躍を見せた。当時、高橋は自身の役割について、「全てのアクションに感情を持たせ演出する、“アクション･ディレクター”である」とも称している。
大変な酒豪で知られた。大野剣友会にとっては、高橋なくして語ることのできない偉大な人物とされる。剣友会では、年齢のわりに押し出しの強い容貌や振る舞いで知られたが、晩年に遺した手記ではこれが先輩たちの気遣いを受けたものだったことが語られている。大野から破門されて独立した後、「あまり恵まれていなかった」と夫人は語っている。晩年には病を得たが、病床に伏せる前（1986年（昭和61年）頃）に大野から破門は解かれている。改名前の「高橋一俊」の名は、「澤村剣友会」の会員である石松代伍が設立した「劇団いっしゅん」に今も残っている。
『快傑ズバット』で高橋と組んだ監督の田中秀夫は、「高橋がいなければ自分はヒーローものは撮れなかった」と述べている。
同時代に活躍した殺陣師の高倉英二は先輩にあたり、共にアクションを学んだ仲であった。高倉は、高橋がスーツアクターのアクションを確立したと評価している。

### 高橋と大野剣友会
高橋が初めて殺陣師を任じたのはテレビ映画『柔道一直線』（1969年）であるが、これは師匠の大野の推薦によるものだった。大野はこの抜擢について、「ああいう番組は若い頭脳でないといけないから一俊に任せた」と語っていて、来歴にある通り25、6歳の若者が一番組の殺陣師を務めることは異例中の異例であり、番組制作責任者の内田としては「これはテストであり、2話だけやらせるから精いっぱいやって腕前を見せてみろ」という程度の扱いだった。だが、結果として高橋による斬新なアクションは、同番組を2年にわたるロングランヒットに導くこととなった。
当時の高橋は演出家を志望しており、「チャンバラが好きだったから殺陣はいいが、剣友会や殺陣師といったものを目指していたわけではなく、自分をいきなり殺陣師に推薦した大野師匠に対して、ひどいよオヤジと恨んだ」と述懐している。トランポリンを駆使した立体的な立ち回りを生みだすため、喫茶店ではいつもタバコの箱とライターを手にして、カラミのアイディアを創案していたという。晩年、入院先を見舞いに訪ねた平山によると、病室で『変身忍者嵐』のビデオを熱心に見返していて、「この殺陣は今見てもすごい」と平山に語っていたという。
『柔道一直線』では漫画の必殺技をいかに映像化するかに苦心したため、演技者の両足を縄で縛って逆さづりにし、振り回したこともある。神太郎は「この番組に出てからは、他でどんなすごいアクションをやらされても驚かなくなった」と語っている。高橋は同番組について、「どんな素晴らしい技を考えついても、カラミの人にこんな無理な体技は出来ないといわれると殺陣師失格。それが怖かった」と述懐している。

### 高橋と『仮面ライダー』
『仮面ライダー』（1971年）では、仮面ライダー2号の変身ポーズを考案したが、これは監督の山田稔とプロデューサーの平山の「自分から変身するようにしたい。忍者の印のようなものは出来ないか」との提案に、高橋が「印を結ぶといえば一種のポーズだ、なんかかっこいいポーズを考えましょう」と応えて案出したものだった。平山は「この時初めて“ポーズ”という言葉が出た。これが変身ポーズという言葉の始まりだった」と語っている。
『仮面ライダー』については、「中屋敷鉄也、中村文弥、岡田勝らにはいろいろ無理を言って危険なことをやらせたが、よくやってくれた」と述懐している。歳下とはいえ、剣友会で「カシラ」の意見は絶対的であり、撮影で高橋にいきなり高所から下を指差され、「ここから飛び降りろ」と言われることも多く、中村や岡田、河原崎は泳げないので、川に飛び込むシーンでは「死ぬかと思った」そうである。新堀和男は数メートル下の地面に飛び降りろと言われ、「小一時間悩んだ」と述懐している。
大野剣友会は当時、日曜日になると後楽園ゆうえんち（現：東京ドームシティアトラクションズ）で『仮面ライダーショー』を実演し、人気を博していた。「壁の上から5メートルほど下の池（水深は30センチメートルほどしかない）まで飛び降りろ」と指示したが、中村は「無理だ」と答えた。すると高橋は「俺がやる」と衣装を着て、自ら本番で飛び降りて見せた。舞台は拍手大喝采だったが、高橋本人は両足裏打撲でしばらく松葉杖をつくことになった。このため、翌日からの第46話「対決!!雪山怪人ベアーコンガー」の第1回草津ロケには同行できなかった。
『仮面ライダーV3』第4話では、監督の奥中惇夫のアイディアで、中屋敷にV3の衣装を着けたまま命綱なしで高さ50メートルの煙突の上に立たせているが、「もしこのとき中屋敷が下に落ちたら、自分も死のうと考えていた」と語っている。

## 殺陣担当作品

### 大野剣友会時代
- 『柔道一直線』
  - 殺陣師デビュー作。劇中の『地獄車』は今でも語り草の技となり、『仮面ライダー』でもしばしば使われている。
- 『仮面ライダー』
  - 第1話では師匠・大野幸太郎が一部、殺陣を指導している。シリーズでは、大野師匠が殺陣に付き添うことも多かった。下記番組で多忙になったため、新一号編は岡田勝が担当。顔出しの出演も何度かあり、第12話ではボクサー（演：大杉雄太郎）のトレーナー役で出演。第16・17話ではレフェリー役として出演している。
- 『好き! すき!! 魔女先生』
  - 「アンドロ仮面」の変身ポーズも考案している。
- 『変身忍者 嵐』
- 『超人バロム・1』
  - 右手を高く差し上げた、バロム１の決めのポーズも考案。
- 『仮面ライダーV3』
- 『イナズマン』
- 『イナズマンF』
- 『仮面ライダーX』
- 『仮面ライダーアマゾン』
- 『刑事くん』
- 『仮面ライダーストロンガー』
- 『秘密戦隊ゴレンジャー』
  - 初期のみ。五人が右掌を前に出した名乗りのポーズも考案。

#### 映画
- 『仮面ライダー対ショッカー』
- 『仮面ライダー対じごく大使』
- 『仮面ライダーV3対デストロン怪人』
- 『飛び出す立体映画 イナズマン』
- 『五人ライダー対キングダーク』
- 『エスパイ』

他

#### アトラクションショー
- 仮面ライダーショー　
  - 「長崎屋」をはじめとするデパート屋上や、各地の催し場での「実演」、「後楽園遊園地」専用会場での歴代「仮面ライダーショー」の殺陣
- 各種ヒーローショー
  - 「変身忍者嵐」ほか「変身ブーム」時の各種ヒーローアトラクションの殺陣

### ビッグアクション時代
- 『忍者キャプター』
- 『快傑ズバット』
- 『ジグザグブルース』
- 『新幹線公安官』
- 『闘将ダイモス』
  - この番組はアニメだが、もともと実写を担当していたプロデューサーの鈴木武幸の発案で殺陣を担当。高橋の動きを撮影したものをトレースしてアクションシーンが描かれている。『闘将ダイモス』の主人公竜崎一矢は空手を得意としており、さらに主役ロボットのダイモスの操縦も一矢の動きをトレースして行なうので、この方式は戦闘シーンの描写に大いに役立った。
- 『バトルフィーバーJ』
  - 第6話まで。
- 『幻之介世直し帖』
- 『風雲!江戸の夜明け』
- 『今夜は最高!』（美空ひばり出演回他）

### 舞台
- 宝塚劇場
- 新宿コマ劇場
- 梅田コマ劇場
- 大阪新歌舞伎座
- 中日劇場他

小林旭、島倉千代子、北島三郎、森進一、中条きよし、川中美幸、近藤真彦、沖雅也、千昌夫、森田健作、都はるみ、野川由美子、林与一、長門裕之、片桐光洋他、主演作多数